# Biological Society of Washington

Logo de la Biological Society of Washington.

La Biological Society of Washington es una organización mundial de acción científica que se estableció el 3 de diciembre de 1880 en Washington D. C. El propósito original era "fomentar el estudio de las Ciencias Biológicas y de celebrar reuniones en las que los trabajos deben ser leídos y discutidos." La principal función actual es "la promoción de estudios taxonómicos y la difusión del conocimiento taxonómico." En mayo de 1882 fue publicada la primera edición de la revista Proceedings of the Biological Society of Washington. Desde entonces, se publica trimestralmente. Otra revista es el Bulletin of the Biological Society of Washington que se publica desde 1918 y contiene grandes estudios, actas de simposios y las colecciones especiales de estudio. La Sociedad Biológica de Washington fue una de las ocho organizaciones que fundaron la Academia de Ciencias de Washington en 1898. El consejo de gobierno de la sociedad incluye a los oficiales electos y miembros seleccionados locales. El primer presidente electo fue George Brown Goode y el primer secretario fue Richard Rathbun. Los posteriores presidentes incluyen a Frederick Vernon Coville, Edward William Nelson, Ned Hollister, Clinton Hart Merriam, William Healey Dall, Andrew Delmar Hopkins, Theodore Gill, Barton Warren Evermann, Leonhard Hess Stejneger, y Charles Abiathar White.
La Sociedad Biológica de Washington tiene actualmente unos 250 miembros, incluyendo un número de miembros del personal de la Institución Smithsonian, el Museo Nacional de los Estados Unidos, así como los miembros de la USDA y del Departamento del Interior de los Estados Unidos.